# Pādarvand-e Soflá
Pādarvand-e Soflá (persiska: بادِروَندِ سُفلَى, پا دَربَند, پادروند سفلى, Bādervand-e Soflá) är en ort i Iran.   Den ligger i provinsen Lorestan, i den västra delen av landet, 500 km sydväst om huvudstaden Teheran. Pādarvand-e Soflá ligger 1 099 meter över havet och antalet invånare är 714.
Terrängen runt Pādarvand-e Soflá är varierad. Runt Pādarvand-e Soflá är det ganska glesbefolkat, med 50 invånare per kvadratkilometer. Närmaste större samhälle är Darreh Shahr, 17,9 km söder om Pādarvand-e Soflá. Omgivningarna runt Pādarvand-e Soflá är i huvudsak ett öppet busklandskap.